# Christian Pedersen-Bellinge
Christian Pedersen-Bellinge (født 9. juli 1897, død 27. november 1984) var en dansk kunstmaler, med signaturen Chr. P. Bellinge. 

## Opvækst
Christian Pedersen-Bellinge blev født i Bellinge den 9. juli 1897 som yngste søn af Anne Dorthea og Jens Pedersen, der havde et frilandsgartneri. Som 7-årig kom han som sine seks søskende i Fangel Friskole, da især moderen var stærkt optaget af den grundtvigske tankegang. Allerede i skolen viste han udpræget talent for at tegne. Pedersen-Bellinge kom efter sin konfirmation ud at tjene på en bondegård, men han fattede ikke interesse for landbruget og besluttede sig for at dygtiggøre sig inden for sin store interesse, tegning og maling af billeder. Derfor opsøgte han tegnelærer A. C. Tersløse og viste ham nogle af sine tegninger. Da han ikke dukkede op igen efterfølgende, opsøgte Tersløse forældrene på grønttorvet og talte med dem om sønnens fremtid.
I 1918 begyndte Christian Pedersen-Bellinge på tegneundervisning på Teknisk Skole i Odense. Han fulgte den i godt to år, hvorefter han søgte videre. I 1921 blev han optaget på Københavns Kunstakademi hos professor Aksel Jørgensen, hvor han studerede koncentreret indtil sommeren 1927.

## Malerkarrieren
Pedersen-Bellinge flyttede, efter en lang studietur til Færøerne, hjem til Fyn, hvor han fik indrettet et atelier på gartneriet i Bellinge. Samme år debuterede han med en udstilling afholdt af Fyens Stifts Kunstforening i Klostersalen i Odense.
Den 27. marts 1929 havde "Den fynske Forårsudstilling" med bl.a. malerne Johannes Larsen, Fritz Syberg og Peter Hansen fernisering. Christian Pedersen-Bellinge var medlem af denne sammenslutning fra 1929 lige til sin død i 1984. Han udstillede, med ganske få undtagelser, i alle årene.
Først i 1936 fik han foden under eget bord, hvor han bosatte sig i Solevad. Han blev samme år gift med Esther Petersen, der kom fra Jylland. Det lille bondehus på åbrinken blev, med Esther og deres tre piger, rammen om hele hans liv. Her lod han sig inspirere af årstidernes skiften og gik eller cyklede rundt i omegnen med malerkasse og staffeli. Han tog, hvad det fynske landskab bød ham, og skildrede med åbent sind de storslåede udsigter over marker, skove og levende hegn, himmel og skyer mod den fjerne horisont. Christian Pedersen-Bellinge fattede ikke alene kærlighed til naturens store linjer, men havde også sans for små detaljer.
Pedersen-Bellinges første billeder var stærkt inspireret af de hollandske mestre som f.eks. Pieter Bruegel den ældre, der mente at dygtiggørelse bunder i den ihærdighed, hvormed der tegnes. Hvad motivet angik, var der et meget stort spring fra hans stilfærdige landskabs- og portrætmalerier i trediverne til de arbejder, han viste i årene fra 1947 -1950, der var hans fabulerende periode. Han vendte dog efter denne tilbage til det følsomme og naturalistiske udtryk. Tvivlen og det rebelske bar han dog i sig resten af livet, og det kom tydeligst til udtryk, når han satte sig foran spejlet og med forskellige bizarre udtryk forsøgte at forklare sig selv, hvem han var og nedfældede flere af disse udtryk på papiret. Det skal nævnes, at forelskelse var en stærk inspirationskilde, ikke kun i naturen, men også i kvinden, hvilket hans store produktion af kvindeportrætter vidner om. Selv om de ikke alle var lige fremragende, var det en uundværlig katalysator til andre motiver.
Christian Pedersen-Bellinge var i det hele taget kendt for sine portrætter og fik gennem årene mange bestillinger på at portrættere både børn og voksne. Her skal nævnes portrættet af forhenværende statsminister Hilmar Baunsgaard, som hænger på Christiansborg og portrættet af greve Knuth, som hænger på Krengerup gods, entreprenør Marius Pedersen, Ferritslev, direktør Merrild fra kaffefirmaet i Kolding samt mange afgåede direktører fra GASA i Odense. 
Krigsårene 1940-45 blev ikke de hårdeste, rent økonomisk, idet daværende direktør Ernst August Kjer, Nordisk Sækkekompagni  i Odense, der var far til skuespillerinden Bodil Kjer, fattede stor interesse for Pedersen-Bellinge og købte så mange af hans værker, at man næsten kan betegne ham som malerens mæcen. Selv om Christian Pedersen-Bellinge ikke kom i selskab med fynske kunstnere, som Fynboerne, der tilhørte en tidligere generation, som er repræsenteret på Faaborg Museum, så fremgår det tydeligt af anmeldelserne fra hans udstillinger, både på og uden for Fyn, at de var særdeles fine, og ikke mange kunstnere blev som han værdsat af sine bysbørn.
Et eksempel på  en anmeldelse af en udstilling på "Corner" fra  30. december 1977:
| Citat | Helt fantastisk er den fynske kunstner Chr. Pedersen Bellinge, der er med som gæst, men som for længst burde have været optaget i lauget af landskabsvogtere og naturiagttagere. Pedersen Bellinge er 80 og har en vældig produkton bag sig. Hans sans for lyset i landskabet er på det nærmeste virtuos. Hans ophængning i en af de mindste sidesale, er en meget stor oplevelse | Citat |
|       | |       |

Lige til det sidste brændte Christian Pedersen-Bellinge for kunsten, hvilket fremgik tydeligt af et interview, som Radio Fyn lavede med ham i anledning af en udstilling i Galleri "Det Gyldene Får" i maj 1983, godt 1½ år før hans død. Pedersen-Bellinge var en flittig kunstner, og hans registrerede  værker udgør omkring 1800. Selv da sygdommen meldte sig i foråret 1984, måtte han trods de svigtende kræfter udtrykke det han så. Da arbejdet med oliemaling blev for krævende, fremstillede han nogle fremragende pasteller helt frem til kort før hans død den 27. november 1984.
Udstillinger: Fyens Stifts Kunstforening, "Den fynske Forårsudstilling" i Odense, Koldinghus, Kunstnernes Efterårsudstilling, Kunsthallen i København, "Den Frie" i København, Købestævnet i Fredericia, Vejen Museum, "Corner", Charlottenborg København, Lincoln-museet i Storbritannien, for at nævne nogle af de vigtigste.